# 16744 Антоніолеоне
16744 Антоніолеоне (16744 Antonioleone) — астероїд головного поясу, відкритий 23 липня 1996 року.
Тіссеранів параметр щодо Юпітера — 3,443.